# Ilmari Salminen
Ilmari R. Salminen (Elimäki, 21 september 1902 – Kouvola, 5 januari 1986) was een Finse langeafstandsloper. Hij nam eenmaal deel aan de Olympische Spelen en werd bij die gelegenheid olympisch kampioen op de 10.000 m. Ook bezat hij een jaar lang het wereldrecord op deze afstand.

## Loopbaan

### Olympisch kampioen in Berlijn
Toen Salminen in de jaren dertig van de 20e eeuw zijn grootste successen behaalde, was hij sergeant in het Finse leger.
In 1936 nam hij deel aan de Olympische Spelen in Berlijn. Hij kwam er uit op zowel de 5000 als de 10.000 m. Op het laatste onderdeel, dat vijf dagen eerder plaatsvond dan het eerste, veroverde hij de gouden medaille, door in de eindsprint zijn landgenoot Arvo Askola te verslaan. Opmerkelijk in deze race was, dat de Japanner Kohei Murakoso voor meer dan de helft van de race aan de leiding ging en, nadat het drietal deelnemende Finnen die had overgenomen, tot in de laatste ronde in hun kielzog wist mee te gaan. Pas in de eindsprint moest hij ten slotte het onderspit delven, waarna hij als vierde buiten de medailles viel.
Op de 5000 m waren de Finnen opnieuw favoriet, maar doordat Lauri Lehtinen en Salminen in de laatste ronden met elkaar in botsing kwamen, waarbij de laatste viel en kostbare meters verloor, werd de race niet opnieuw een volledige Finse aangelegenheid; de Zweed Henry Johnsson schoof hierdoor op naar de derde plaats, terwijl de inmiddels tot lieveling van het publiek uitgegroeide Japanner Murakoso opnieuw als vierde finishte en buiten de medailles viel. Salminen eindigde als zesde.
Aan zijn succes op de 10.000 m in Berlijn hield Salminen de bijnaam 'de Gouden Sergeant' over.

### Europese titels
Naast zijn olympische titel veroverde Ilmari Salminen op de 10.000 m ook twee Europese titels: zowel op de Europese kampioenschappen van 1934 als die van 1938 was hij op deze afstand de sterkste. Op de 5000 m voegde hij daar op de EK in 1934 bovendien nog een bronzen plak aan toe. Daartussendoor verbeterde hij in 1937 het wereldrecord op de 10.000 m, dat sinds 1924 met 30.06,2 op naam had gestaan van zijn landgenoot illustere Paavo Nurmi en stelde het op 30.05,5. Ruim een jaar later was hij dit record weer kwijt; een andere landgenoot, Taisto Mäki, maakte er op 29 september 1938 30.02,0 van.

### Spelen van 1952
Salminen bleef aan wedstrijden deelnemen lang nadat hij de 40 was gepasseerd. Ook na beëindiging van zijn atletiekloopbaan bleef hij nauw betrokken bij de sport. Zo was hij in 1952 president van het comité dat verantwoordelijk was voor de organisatie van de Olympische Spelen van 1952 in Helsinki.   

## Titels
- Olympische kampioen 10.000 m - 1936
- Europees kampioen 10.000 m - 1934, 1938
- Fins kampioen 5000 m - 1942
- Fins kampioen 10.000 m - 1934, 1935, 1937, 1942

## Persoonlijke records
| Onderdeel | Prestatie       | Datum        | Plaats  |
| --------- | --------------- | ------------ | ------- |
| 3000 m    | 8.22,8          | 1935         |         |
| 5000 m    | 14.22,0         | 1939         |         |
| 10.000 m  | 30.05,5 (ex-WR) | 18 juli 1937 | Kouvola |

## Palmares

### 5000 m
- 1934:  EK - 14.43,6
- 1936: 6e OS - 14.39,8

### 10.000 m
- 1934:  EK - 31.02,6
- 1936:  OS - 30.15,4
- 1938:  EK - 30.52,0

1912: Hannes Kolehmainen ·
1920: Paavo Nurmi ·
1924: Ville Ritola ·
1928: Paavo Nurmi ·
1932: Janusz Kusociński ·
1936: Ilmari Salminen ·
1948: Emil Zátopek ·
1952: Emil Zátopek ·
1956: Vladimir Koets ·
1960: Pjotr Bolotnikov ·
1964: Billy Mills ·
1968: Naftali Temu ·
1972: Lasse Virén ·
1976: Lasse Virén ·
1980: Miruts Yifter ·
1984: Alberto Cova ·
1988: Brahim Boutayeb ·
1992: Khalid Skah ·
1996: Haile Gebrselassie ·
2000: Haile Gebrselassie ·
2004: Kenenisa Bekele ·
2008: Kenenisa Bekele ·
2012: Mo Farah ·
2016: Mo Farah ·
2020: Selemon Barega ·
2024: Joshua Cheptegei